# AAPG Bulletin
AAPG Bulletin (Бюллетень Американской ассоциации геологов-нефтяников) — ежемесячный рецензируемый научный журнал, посвященный геологии нефти и газа, а также наукам и технологиям связанным с энергетической отраслью.

## Организация
Это официальный журнал Американской ассоциации геологов-нефтяников.

## Индексация журнала
Журнал индексируется и цитируется в: GeoRef, GeoBase, Scopus, PubMed, Current Contents и Web of Science.